# Smeringochernes guamensis
Espèce
Smeringochernes guamensis est une espèce de pseudoscorpions de la famille des Chernetidae.

## Distribution
Cette espèce se rencontre à Guam, aux Îles Mariannes du Nord, aux États fédérés de Micronésie et en Papouasie-Nouvelle-Guinée.

## Description
Le mâle mesure 1,3 mm et la femelle 1,5 mm.

## Étymologie
Son nom d'espèce, composé de guam et du suffixe latin -ensis, « qui vit dans, qui habite », lui a été donné en référence au lieu de sa découverte, les Salomon.

## Publication originale
- Beier, 1957 : Pseudoscorpionida. Insects of Micronesia, vol. 3, p. 1-64 (texte intégral).